# Prima Divisione Veneto 1940-1941
Fu il quarto livello della XXXVIII edizione del campionato italiano di calcio.
La Prima Divisione (ex Seconda Divisione) fu organizzata e gestita dai Direttori di Zona.

Le finali per la promozione in Serie C erano gestite dal Direttorio Divisioni Superiori (D.D.S.) che aveva sede a Roma.

Il Direttorio III Zona gestiva in questa stagione le squadre della regione Veneto.

## Girone A

### Squadre partecipanti
| Squadra                          | Città (provincia)       | Stagione precedente |
| -------------------------------- | ----------------------- | ------------------- |
| A.F.C. Bassano                   | Bassano del Grappa (VI) |                     |
| A.S. Belluno (B = riserve)       | Belluno                 |                     |
| Dop. Comunale Ceggia Sez. Calcio | Ceggia (VE)             |                     |
| A.F.C. Mestre (B = riserve)      | Venezia-Mestre          |                     |
| A.C. Padova (B = riserve)        | Padova                  |                     |
| G.A. Francesco Petrarca          | Padova                  |                     |
| A.C. Treviso (B = riserve)       | Treviso                 |                     |
| A.F.C. Venezia (C = allievi)     | Venezia                 |                     |
| A.S. Vittorio Veneto             | Vittorio Veneto (TV)    |                     |

### Classifica finale
|  | Pos. | Squadra         | Pt | G  | V | N | P | GF | GS | QR    |
|  | ---- | --------------- | -- | -- | - | - | - | -- | -- | ----- |
|  | 1.   | Padova B        | 28 | 16 | . | . | . | .. | .. | ?,??? |
|  | 2.   | Vittorio Veneto | 22 | 16 | . | . | . | .. | .. | ?,??? |
|  | 3.   | Mestre B        | 21 | 16 | . | . | . | .. | .. | ?,??? |
|  | 4.   | Venezia C       | 17 | 16 | . | . | . | .. | .. | ?,??? |
|  | 5.   | Bassano         | 16 | 16 | . | . | . | .. | .. | ?,??? |
|  | 6.   | Treviso B       | 15 | 16 | . | . | . | .. | .. | ?,??? |
|  | 7.   | Belluno B       | 12 | 16 | . | . | . | .. | .. | ?,??? |
|  | 8.   | Petrarca        | 9  | 16 | . | . | . | .. | .. | ?,??? |
|  | 9.   | Libertas Ceggia | 3  | 16 | . | . | . | .. | .. | ?,??? |

Legenda:
      Ammesso alle finali regionali.
      Retrocesso in Seconda Divisione.
Regolamento:
Due punti a vittoria, uno a pareggio, zero a sconfitta.
Quoziente reti in caso di pari punti, per qualsiasi posizione di classifica.
Ammessa alla finale per il titolo veneto la prima squadra non riserve.

## Girone B

### Squadre partecipanti
| Squadra                          | Città (provincia)    | Stagione precedente |
| -------------------------------- | -------------------- | ------------------- |
| Dop. Az. Burgo                   | Lugo di Vicenza (VI) |                     |
| A.C. Legnago                     | Legnago (VR)         |                     |
| Industrie Meccaniche             | Lonigo               |                     |
| Dop. Comunale Malo               | Malo (VI)            |                     |
| Dop. Az. Marzotto (B = riserve)  | Valdagno (VI)        |                     |
| Dop. Pellizzari                  | Arzignano (VI)       |                     |
| Dop. Az. Lanerossi (B = riserve) | Schio (VI)           |                     |
| A.C. Thiene                      | Thiene (VI)          |                     |
| A.C. Verona (B = riserve)        | Verona               |                     |
| A.F.C. Vicenza (B = riserve)     | Vicenza              |                     |

### Classifica finale
|  | Pos. | Squadra              | Pt | G  | V | N | P | GF | GS | QR    |
|  | ---- | -------------------- | -- | -- | - | - | - | -- | -- | ----- |
|  | 1.   | Verona B             | 29 | 18 | . | . | . | .. | .. | ?,??? |
|  | 2.   | Lanerossi B          | 27 | 18 | . | . | . | .. | .. | ?,??? |
|  | 3.   | Industrie Meccaniche | 20 | 17 | . | . | . | .. | .. | ?,??? |
|  | 4.   | Vicenza B            | 20 | 18 | . | . | . | .. | .. | ?,??? |
|  | 5.   | Legnago              | 19 | 18 | . | . | . | .. | .. | ?,??? |
|  | 6.   | Burgo                | 15 | 18 | . | . | . | .. | .. | ?,??? |
|  | 7.   | Thiene               | 15 | 18 | . | . | . | .. | .. | ?,??? |
|  | 8.   | Marzotto Valdagno B  | 13 | 18 | . | . | . | .. | .. | ?,??? |
|  | 9.   | Malo                 | 9  | 17 | . | . | . | .. | .. | ?,??? |
|  | 10.  | Pellizzari Arzignano | 9  | 18 | . | . | . | .. | .. | ?,??? |

Legenda:
      Ammesso alle finali regionali.
      Retrocesso in Seconda Divisione.
Regolamento:
Due punti a vittoria, uno a pareggio, zero a sconfitta.
Quoziente reti in caso di pari punti, per qualsiasi posizione di classifica.
Ammessa alla finale per il titolo veneto la prima squadra non riserve.

## Finali regionali

### Finale per la promozione in Serie C

#### Classifica finale
|  | Pos. | Squadra              | Pt       | G  | V  | N  | P  | GF | GS | QR    |
|  | ---- | -------------------- | -------- | -- | -- | -- | -- | -- | -- | ----- |
|  | 1.   | Vittorio Veneto      | 6        | 4  | .  | .  | .  | .. | .. | ?,??? |
|  | 2.   | Bassano              | 4        | 4  | .  | .  | .  | .. | .. | ?,??? |
|  | 3.   | Industrie Meccaniche | 2        | 4  | .  | .  | .  | .. | .. | ?,??? |
|  | --   | Legnago              | Ritirato | -- | -- | -- | -- | -- | -- | ----  |

Legenda:
      Promosso in Serie C.
Regolamento:
Due punti a vittoria, uno a pareggio, zero a sconfitta.
Quoziente reti in caso di pari punti, per qualsiasi posizione di classifica.

### Finali per il titolo veneto
- Mestre B
- Padova B
- Lanerossi B
- Verona B

#### Classifica finale
|  | Pos. | Squadra | Pt | G | V | N | P | GF | GS | QR    |
|  | ---- | ------- | -- | - | - | - | - | -- | -- | ----- |
|  | 1.   | ???     | ?? | 6 | . | . | . | .. | .. | ?,??? |
|  | 2.   | ???     | ?? | 6 | . | . | . | .. | .. | ?,??? |
|  | 3.   | ???     | ?? | 6 | . | . | . | .. | .. | ?,??? |
|  | 4.   | ???     | ?? | 6 | . | . | . | .. | .. | ?,??? |

Legenda:
      Campione veneto di Prima Divisione.
Regolamento:
Due punti a vittoria, uno a pareggio, zero a sconfitta.
Quoziente reti in caso di pari punti, per qualsiasi posizione di classifica.